# Die seltsamen Methoden des Franz Josef Wanninger
Die seltsamen Methoden des Franz Josef Wanninger ist eine Fernsehserie der ARD. Die Serie wurde von Bavaria Film im Auftrag des Westdeutschen Werbefernsehens für das Vorabendprogramm der ARD produziert, wo die von 1965 bis 1970 entstandenen 52 Folgen à 25 Minuten erstmals gesendet wurden, bis Folge 27 in Schwarz-Weiß, ab Folge 28 vom 13. Januar bis 28. Dezember 1970 in Farbe.
Unter dem Titel Die unsterblichen Methoden des Franz Josef Wanninger wurde die Serie von 1978 bis 1982 in weiteren 60 Folgen fortgesetzt.

## Inhalt
Kriminalinspektor Wanninger kümmert sich bei der Kripo München gern um schwierige Fälle. Er tritt bewusst mit scheinbar einfachem Gemüt und allzu bayerischen Manieren auf. Verdeckt kann er in schwierigen Situationen unerkannt ermitteln und mit unorthodoxen Methoden die richtigen Täter finden und überführen. Behilflich ist ihm dabei stets der treue Kriminalassistent Fröschl.
Sein Kontrahent ist immer wieder der eigentlich zuständige Kriminaloberinspektor Steiner. Er stammt aus Norddeutschland und ist mit seinem kühlen korrekten Charakter das Gegenteil von Wanninger. Ihm missfällt es, dass sein bayerischer Rivale sich in seine Fälle einmischt und dabei noch überaus erfolgreich ist. Der Vorgesetzte von beiden ist Kriminaldirektor Mitterer, der als pragmatisch-väterlicher Typ Wanninger in seinem unorthodoxen Vorgehen immer wieder unterstützt.
In der späteren Fortsetzung der Serie Die unsterblichen Methoden des Franz Josef Wanninger ist Wanninger bereits pensioniert, Steiner ist befördert worden und hat den Posten des ebenfalls pensionierten Mitterer eingenommen. In der Ermittlungsgruppe wird Wanningers Position durch Kriminaloberinspektor Kettwig eingenommen. Immer wieder holt sich Fröschl Rat bei seinem ehemaligen Kollegen Wanninger, der dann gern auch selbst mit seinen besonderen Methoden in die Ermittlungen eingreift.

## Regisseure
Die Regisseure der Serie waren Michael Braun, Günter Gräwert, Theo Mezger, Imo Moszkowicz, Peter Weck, Günther Richardt, Hans Dieter Schwarze und Theo van Alst.

## Darsteller
Gastauftritte hatten unter anderem Karin Anselm, Karl Tischlinger, Willy Schultes, Martin Lüttge, Friedrich von Thun, Helmut Fischer, Siegurd Fitzek, Walter Jokisch, Peter Thom, Karl Obermayr, Heinz Engelmann, Maria Sebaldt, Enzi Fuchs, Alfons Höckmann, Franziska Stömmer, Heinz Schubert, Fred Stillkrauth, Ursula Sluka, Rosl Mayr, Gustl Bayrhammer, Peter Steiner, Hans Stadtmüller, Gernot Duda, Herbert Bötticher, Alfred Pongratz, Karl-Otto Alberty, Ruth Drexel und Diether Krebs.

## Auszeichnungen
- 1970 Silberner Bambi für Beppo Brem als Hauptdarsteller

## Folgen
Ab der 6. Staffel lautete der Titel Die unsterblichen Methoden des Franz Josef Wanninger und das Konzept wurde variiert. Das Schauspielerteam wurde leicht geändert, und der auf Beppo Brem entfallende Anteil schwankt stark. In Folge 79 (Ein Teufelsweib) tritt er z. B. überhaupt nicht auf.
1. Staffel (1965):
- 1. Der Zeitzünder (mit Fritz Korn)
- 2. Die Hexe von Ödach (mit Ruth Drexel, Hans Stadtmüller)
- 3. Der Kunstfreund (mit Christa Berndl, Christiane Blumhoff)

2. Staffel (1966)
- 4. Das Wunder (mit Gustl Bayrhammer, Rosl Mayr)
- 5. Ballgeflüster (mit Eva Maria Meineke)
Kurzfassung: Die Filmschauspielerin Angelika Hofe vermisst ihr kostbares Perlenhalsband, das sie auf dem exklusiven Presseball noch getragen hatte. Es muss dort abhandengekommen sein; von einem mutmaßlichen Täter fehlt jede Spur. Inspektor Wanninger lässt sich trotz der großen Aufregung nicht aus der Ruhe bringen. Und tatsächlich klärt er den Fall mit einer Eleganz, die dem Milieu, in dem er sich bewegen muss, angemessen ist.
- 6. Es liegt in der Luft (mit Martin Lüttge, Jürgen Scheller)
- 7. Der Winterurlaub (mit Friedrich von Thun)
- 8. Kavaliere (mit Henry van Lyck, Max Grießer)
- 9. Der Kanarienvogel (mit Klaus Krüger, Gustl Datz)
- 10. Eine Spur für „Schneewittchen“ (mit Willy Schultes, Karl Tischlinger, Wolfgang Unterzaucher)
- 11. Rivalitäten (mit Thomas Reiner, Gernot Duda)
- 12. Die Stute Flora (mit Hermann Lenschau, Til Kiwe)
- 13. Stimmen aus dem Jenseits (mit Eva Vaitl, Jochen Blume)
- 14. Die Familienfeier (mit Alfred Pongratz, Ulrich Beiger, Robert Naegele)
- 15. Eine verhängnisvolle Erfindung (mit Heinz Leo Fischer, Anton Reimer, Heini Göbel)

3. Staffel (1967/68)
- 16. Das Moorbad (mit Herbert Tiede, Jürgen Scheller)
- 17. Diener gesucht (mit Enzi Fuchs, Wilfried Klaus, Hans Zander)
- 18. Eine diplomatische Lösung (mit Karl-Otto Alberty, Gert Wiedenhofen)
- 19. Blüten aus den Isarauen (mit Karl Obermayr)
- 20. Das Fest der Mönche (mit Willy Schultes)
- 21. Der Einbrecher (mit Hans Epskamp, Frank Nossack)
- 22. Der Bar-Hocker (mit Wilfried Elste)
- 23. Einbruch 685 (mit Harald Dietl)
- 24. Skatbrüder (mit Gustl Bayrhammer, Rainer Basedow, Klaus Höhne)
- 25. Süßigkeiten (mit Ingeborg Lapsien)
- 26. Der Griff nach der Flasche (mit Erni Singerl)
- 27. Die Beschützer (mit Helmut Fischer, Jean-Pierre Zola)

4. Staffel (1970)
- 28. Kochkünste (mit Hans Epskamp, Peter Fröhlich, Robert Naegele, Ingrid Capelle, Flory Jacobi)
- 29. Der teure Gatte (mit Ingrid Resch-Frisch, Enzi Fuchs, Hermann Lenschau, Herbert Weicker)
- 30. Der Freund und Helfer (mit Fritz Schmiedel)
- 31. Ein gewisser Schliff (mit Liane Hielscher, Alfons Höckmann, Margot Philipp, Gerold Wanke)
- 32. Zeugen gesucht (mit Heinz Schubert, Uta Levka)
- 33. Bankanleihen (mit Helmut Förnbacher, Jaspar von Oertzen)
- 34. Österreich 9 Zinnober Merkur (mit Ursula Herwig, Uli Steigberg)
- 35. Liebe macht blind (mit Walter Feuchtenberg, Alexander Hegarth, Rosl Mayr)
- 36. Der Fall Treptow (mit Horst Naumann, Hans-Peter Hallwachs)
- 37. Herrn Bükösis Geschäfte (mit Walter Jokisch, Gernot Duda, Franziska Stömmer)
- 38. Schlamperei ist Gold wert (mit Siegurd Fitzek, Herbert Tiede, Karl Obermayr)
- 39. Die Doublette (mit Corinna Genest, Wichart von Roëll, Alwy Becker)

5. Staffel (1970)
- 40. Die Traumreise (mit Franziska Stömmer)
- 41. Der Burgherr (mit Ernst Fritz Fürbringer, Manfred Seipold)
- 42. Der Hochzeiter (mit Barbara Gallauner, Wilfried Klaus, Karl Tischlinger, Willy Schultes)
- 43. Der Fremdenführer (mit Johannes Grossmann)
- 44. Die Karaffe (mit Dieter Kirchlechner, Ursula Sluka)
- 45. Der Privatdetektiv (mit Lothar Grützner, Kathrin Ackermann)
- 46. Die Zwangsvorstellung (mit Maria Stadler, Gerd Anthoff, Anton Hörschläger)
- 47. Lohngeldraub (mit Reinhard Kolldehoff, Hannes Kaetner, Margot Mahler, Max Grießer)
- 48. Halbe-Halbe (mit Willy Schultes, Rolf Arndt, Yvonne ten Hoff, Dieter Prochnow, Götz Burger)
- 49. Aus der Hinterhand (mit Fred Stillkrauth)
- 50. Kidnapping (mit Rolf Moebius, Günter Mack, Gitty Djamal, Karin Heym, Sky du Mont, Max Grießer)
- 51. Hochspannung (mit Klaus Höhne, Karl Obermayr, Willy Semmelrogge, Ludwig Wühr)
- 52. Der Schausteller (mit Jan Groth, Gusti Kreissl, Maria Landrock, Walter Reichelt)

6. Staffel (1978–80)
- 53. Das Geheimnis der Pendel (mit Eva Pflug, Klaus Schwarzkopf)
- 54. Ein edler Tropfen (mit Katharina Lopinski, Walter Schmidinger)
- 55. Im Himmel braucht’s kein Geld (mit Immy Schell, Max Grießer, Dieter Kirchlechner)
- 56. Die schöne Helena (mit Walter Buschhoff, Manfred Seipold, Franziska Oehme, Dieter Kirchlechner)
- 57. Hausmusik (mit Maria Singer, Klaus Grünberg, Ingeborg Lapsien)
- 58. Alter Plunder, junges Blut (mit Daniel Friedrich, Andreas Seyferth, Evelyn Palek, Paula Braend)
- 59. Etwas bleibt immer hängen (mit Franziska Bronnen, Alexander May, Gustl Weishappel)
- 60. Der Geier (mit Alexander May, Rudolf Waldemar Brem, Bruno W. Pantel)
- 61. Frau Fink lebt gefährlich (mit Herbert Fux, Diether Krebs, Else Quecke)
- 62. Die goldene Gams (mit Diether Krebs, Herbert Fux, Karl Obermayr)
- 63. Das letzte Messer (mit Franz Rudnick, Friedrich G. Beckhaus, Hans Stetter, Siegfried Kernen)
- 64. Wer zuletzt lacht, lacht am besten (mit Franz Rudnick, Friedrich G. Beckhaus, Enzi Fuchs)

7. Staffel (1980)
- 65. Künstlerpech (mit Raphael Wilczek, Louise Martini, Renate Grosser, Wera Frydtberg)
- 66. Die Ballonfahrt (mit Klaus Höhne, Reinhard Glemnitz, Raphael Wilczek, Gisela Tantau)
- 67. Der Hauptmann von Erkershausen (mit Karl-Heinz von Hassel, Edda Dohrmann-Pastor, Willy Harlander, Gundi Ellert)
- 68. Drei Pässe zuviel (mit Kai Fischer, Edda Dohrmann-Pastor, Gundi Ellert, Horst Pasderski)
- 69. Der Vierzehnender (mit Sabine von Maydell, Werner Rundshagen, Karl Schönböck, Friedrich von Thun)
- 70. Liebe, Geld und Adel (mit Sabine von Maydell, Werner Rundshagen, Karl Schönböck, Friedrich von Thun)
- 71. Franz im Glück (mit Grit Boettcher, Wolfram Weniger, Elmar Roloff)
- 72. Ein Padrone aus Palermo (mit Elmar Roloff, Georg Marischka, Pino Viciconte)
- 73. Ein gewiefter Scheibenschütze (mit Bernhard Letizky, Werner Asam, Heinz Schimmelpfennig)
- 74. Papier ist geduldig (mit Bernhard Letizky, Ingrid Resch, Manfred Lichtenfeld)
- 75. Ein besonderer Saft (mit Tilli Breidenbach, Georg Lehn, Karin Anselm, Hannes Kaetner)
- 76. Einladung in die Oper (mit Karin Anselm, Inken Sommer, Karl Heinz Fiege, Monika John)

8. Staffel (1982)
- 77. Glück muß der Mensch haben (mit Irmgard Rießen, Art Brauss, Manfred Lichtenfeld, Franziska Bronnen)
- 78. Wiedersehen macht Freude (mit Art Brauss, Diether Krebs, Franziska Bronnen)
- 79. Ein Teufelsweib (mit Gundy Grand, Raphael Wilczek, Ellen Umlauf, Hannes Kaetner)
- 80. Ein Teufelskerl (mit Gundy Grand, Raphael Wilczek, Peter Eschberg)
- 81. Rio Bamba (mit Heinz Schimmelpfennig, Wilm Roil, Andreas Schnoor)
- 82. Die falsche Entführung (mit Rudolf W. Brem, Thomas Haerin, H. J. Krietsch, Wilm Roil)
- 83. Der Büffel vom Ödmoor
- 84. Eine Braut aus Thailand
- 85. Das Tiskow-Fieber (mit Herbert Bötticher, Gwendolyn von Ambesser, Bernd Helfrich, Walter Feuchtenberg, Alwy Becker)
- 86. Der große Preis von Feldafing (mit Herbert Bötticher, Heinz Weiss, Helmut Förnbacher, Gwendolyn von Ambesser, Elke Aberle)
- 87. Ein Liebhaber der Kunst
- 88. Günstige Gelegenheiten (mit Christoph Eichhorn, Constanze Engelbrecht, Erik Schumann, Werner Schulze-Erdel)

9. Staffel (1980/82)
- 89. Der Brieföffner (mit Wolfrid Lihr)
- 90. Eine windige Angelegenheit
- 91. Am eigenen Leibe (mit Henning Gissel und Joost Siedhoff)
- 92. Kein Grund zur Aufregung
- 93. Blondie aus Linie 17
- 94. Ein Abend mit Connery
- 95. Ein Geschenkkorb für den Chef (mit Sunnyi Melles und Andrea L’Arronge)
- 96. Rund um den Hund
- 97. Pension Annerose
- 98. Ein sprühender Geist
- 99. Ein ungewöhnlicher Kollege
- 100. Einigkeit macht sich bezahlt

10. Staffel (1982)
- 101. Karambolage (mit Karin Eckhold und Michael Schwarzmaier)
- 102. Der Automarder (mit Witta Pohl)
- 103. Der preußische Meister
- 104. Die weiß-blauen Piraten
- 105. Die Entführung
- 106. Phantom-Lady (mit Mona Freiberg)
- 107. Frevel an Zeit und Ewigkeit (mit Fritz Straßner)
- 108. Nachbarin, Euer Täschchen
- 109. Lieblose Erinnerungen (mit Mona Freiberg)
- 110. Amtsanmaßung
- 111. Tränengas (mit Christian Tramitz)
- 112. Die Akte Sauerland (mit Eva Pflug, Linda Joy und Bruno W. Pantel)